# The Genius of Earl Hooker
The Genius of Earl Hooker è l'album discografico d'esordio della carriera solistica del chitarrista blues Earl Hooker, pubblicato dall'etichetta discografica Cuca Records nel 1967 (fu in seguito ripubblicato dalla Sundazed Records, LP 5206, nel 2006).

## Tracce
Tutti i brani sono stati composti da Earl Hooker.
Lato A
1. Two Bugs in a Rug – 5:51 – Registrato nella metà del 1966 a Sauk City, Wisconsin (Cuca Studios)
2. Hold On, I'm Coming – 2:56 – Registrato nella metà del 1966 a Sauk City, Wisconsin (Cuca Studios)
3. Off the Hook – 4:08 – Registrato nella metà del 1966 a Sauk City, Wisconsin (Cuca Studios)
4. Dust my Broom – 3:45 – Registrato nella metà del 1967 a Sauk City, Wisconsin (Cuca Studios)
5. Hot and Heavy – 1:57 – Registrato nella metà del 1967 a Sauk City, Wisconsin (Cuca Studios)
6. The Screwdriver – 3:20 – Registrato nella metà del 1967 a Sauk City, Wisconsin (Cuca Studios)

Durata totale: 21:57
Lato B
1. Bertha – 3:58 – Registrato nella prima metà del 1964 a Sauk City, Wisconsin (Cuca Studios)
2. The Foxtrot – 1:59 – Registrato nella prima metà del 1964 a Sauk City, Wisconsin (Cuca Studios)
3. End of the Blues – 4:29 – Registrato nella prima metà del 1964 a Sauk City, Wisconsin (Cuca Studios)
4. Walking the Floor – 2:19 – Registrato nella prima metà del 1964 a Sauk City, Wisconsin (Cuca Studios)
5. Hooker Special – 2:39 – Registrato nell'aprile del 1967 a Sauk City, Wisconsin (Cuca Studios)
6. Something You Ate – 3:11 – Registrato nell'aprile del 1967 a Sauk City, Wisconsin (Cuca Studios)

Durata totale: 18:35

## Musicisti
Two Bugs in a Rug / Hold On, I'm Coming / Off the Hook
- Earl Hooker - chitarra
- Freddy Roulette - chitarra steel
- Sconosciuto - chitarra
- Sconosciuto - organo
- Sconosciuto - basso
- Sconosciuto - batteria

Dust My Broom / Hot & Heavy / The Screwdriver
- Earl Hooker - chitarra
- Bobby Fields - sassofono tenore
- Sconosciuto - organo
- Sconosciuto - basso
- Sconosciuto - batteria

Bertha / The Fox Trot / End of the Blues / Walking the Floor
- Earl Hooker - chitarra
- A. C. Reed - sassofono tenore
- Richard ? - organo
- James Hamilton - basso
- Bobby Little - batteria

Hooker Special / Something You Ate
- Earl Hooker - chitarra
- Sconosciuto - sassofono tenore
- Sconosciuto - organo
- Sconosciuto - basso
- Bobby Little - batteria[1]